# Molophilus insertus
Molophilus insertus är en tvåvingeart som beskrevs av Günther Theischinger 1992. Molophilus insertus ingår i släktet Molophilus och familjen småharkrankar. Inga underarter finns listade i Catalogue of Life.